# White Rock (Dakota del Sur)
White Rock es un pueblo ubicado en el condado de Roberts en el estado estadounidense de Dakota del Sur. En el Censo de 2010 tenía una población de 3 habitantes y una densidad poblacional de 0,74 personas por km².

## Geografía
White Rock se encuentra ubicado en las coordenadas 45°55′29″N 96°34′34″O / 45.92472, -96.57611. Según la Oficina del Censo de los Estados Unidos, White Rock tiene una superficie total de 4.07 km², de la cual 4.07 km² corresponden a tierra firme y (0%) 0 km² es agua.

## Demografía
Según el censo de 2010, había 3 personas residiendo en White Rock. La densidad de población era de 0,74 hab./km². De los 3 habitantes, White Rock estaba compuesto por el 33.33% blancos, el 0% eran afroamericanos, el 33.33% eran amerindios, el 0% eran asiáticos, el 0% eran isleños del Pacífico, el 33.33% eran de otras razas y el 0% pertenecían a dos o más razas. Del total de la población el 33.33% eran hispanos o latinos de cualquier raza.